# Духовна музика
Духовна музика се изводи и компонује у религијске сврхе. Ритуална музика, духовна или не, се изводи и компонује за ритуале. Религиозне песме су описане као извор снаге, као и средство за ублажавање бола, побољшање расположења и помоћ у откривању смисла нечије патње. Док се стил и жанр увелико разликују у различитим традицијама, верске групе и даље деле различите музичке праксе и технике.
Религијска музика поприма многе облике и варира у различитим културама. Религије као што су ислам, јудаизам и синизам то показују, раздвајајући је на различите облике и стилове музике који зависе од различитих верских пракси. Религијска музика у различитим културама описује њену употребу сличних инструмената, који се користе у складу са стварањем ових мелодија. бубњеви (и бубњање), на пример, се често виђају у бројним религијама као што су растафари и синизам, док се дувачки инструменти (рог, саксофон, труба и варијације таквих) могу наћи у исламу и јудаизму.
У свакој религији, сваки облик религиозне музике, унутар одређене религије, разликује се за различите сврхе. На пример, у исламској музици, неке врсте музике се користе за молитву, док се друге користе за прославе. Слично, оваква варијација је присутна међу многим другим религијама.

## Хришћанска музика
Према неким научницима, најранија музика хришћанства била је музика јеврејског богослужења, са примесама сиријског утицаја. Сматра се да је ова музика била између певања и говорења, или говорења са неком ритуалном каденцом. Ипак, постоји још једно мишљење које сматра да је хришћанска црквена музика настала из аскетских монашких редова.
Хришћанска музика је музика која је писана како би исказала персоналну или заједничку веру у хришћанство. Неке од честих тема хришћанске музике су похвале, богослужења, покајање и ламенти; и њене форме варирају у различитим деловима света.
Као и све остале музичке форме, стварање, извођење, важност, па чак и дефиниција хришћанске музике варира у зависности од културе и друштвеног контекста. Хришћанска музика се изводи и компонује за разне сврхе, од естетског задовољства до религијског или церемонијалног окупљања.

## Исламска музика
Исламске "песме" потичу од молитва. Молитве се изводе кроз окретање ка Меки и са коленима на поду у поклонима и рецитовању Светих речи из Курана. Ове молитве дешавају се дневно (пет пута на дан) и окупљају вернике кроз мелодичне молитве које је често обухвате својом јачином и читав град. У исламу импликација коју носи молитва лежи у томе да је она ритуална, јер директно носи Божију реч која се треба изводити како колективно, тако и индивидуално.

### Историја исламске молитве
"Шта могу рећи о њиховој молитви? Они се моле са таквом фокусираношћу и посвећеношћу да док сам их посматрао остао без даха.", рекао је Риколд де Монте 1228. године. Уметност исламске молитве лежи у слављењу Бога. Al Salat је најчешће коришћена реч која се односи на институционализовану молитву и једна је од најстаријих молитва у исламском свету. На исламске молитве, традиције, обичаје и идеје утицале су абрахамске религије. Исламска молитва настала је када је пророк Мухамед (Божији гласник), по предању, у пећини богослужио Алаху. Верује се да је кроз овај чин богослужења Мухамед комуницирао са абрахамским пророком Мојсијем. Данас ове молитве изводе се у рецитовању Курана и песама написаним од пророка.

### Ширење исламске молитве
Ислам се ширио кроз Арабију уз помоћ пророка, кроз трговинске путеве попут Пута свиле и кроз конфликте и рат. Кроз Пут свиле трговци и чланови ране муслиманске вере стигли су до Кине и подигли џамије око 627. године нове ере. Како су са Блиског истока мушкарци долазили у Кину, женили су се Азијанткама, што је довело до ширења вере и исламске традиције.

## Сик музика
Сик музика је киртанска варијанта певања химни из централног текста сикизма Гуру Грант Сахиба.
Са стварањем и извођењем почела је у касном 16. веку кроз музичке експресије мистичне поезије, уз музички инструмент рабаб. Изводио ју је Баи Мардана, пратилац Гуруа Нанака - оснивача сикизма. Пратећи Нанака, сви сикистички гуруи певали су у класичном и фолклорном стилу, у пратњи перкусија или жичаних инструмената. Текст је био главна фигура и он је био најбитнији, док је музика имала споредну улогу.

## Јеврејска музика
Најранија музика у синагоги била је заснована на истом систему као она која је извођена у Храму у Јерусалему. Традиционално постоји музика која се изводи у синагогама и она која се изводи кроз молитве, а постоји и посебан жанр музике - клезмер. Иако неки елементи јеврејске музике датирају из библијских времена, диференцијације у ритму и звуку могу бити узроковане и самом локацијом јеврејске заједнице. У 19. веку религијска реформа увела је црквену музику у стилу класичне музике. У отприлике то време, академици су почели да се баве и тим питањем у оквиру етномузикологије. Јеврејска музика диференцира кроз јеврејске заједнице и данашњи извођачи ове музике свесни су ових различитих утицаја.

## Шинто музика
Шинто музика је церемонијална музика шинтоизма (шинто(神道)). Шинтоизам је нативна религија Јапана.
Кагура или "забава за богове" укључује музику, плес и поезију.
Форме варирају за различите фестивале и празнике, а потичу чак из осмог века наше ере.

## Будистичка музика
Будистичка музика је музика креирана или инспирисана будизмом и део је будистичке уметности.

## Зороастријска музика
Музика је у зороастризму била од самог оснивања ове религије. Пре доласка ислама у Персију постоје списи који потврђују да је зороастризам одвећ познавао хорске и соло наступе. Већина ових песама се не изводи, али остају забележене и познате данас. Текстови ових песама налазе се или у Авести или Гатасу.